# バターフィッシュ
バターフィッシュ(Peprilus triacanthus)は、マナガツオ科に属する魚類の一種。

## 分布
北西大西洋に生息し、ニューファンドランド島東部・セントローレンス湾からフロリダ東部、メキシコ湾で見られる。バミューダやカリブ海には分布しない。

## 形態
全長は最大で30 cm。体は楕円形をしており、体高は全長の1/3程度で、強く側扁する。口は小さく、吻は丸い。歯は非常に細かく、1列に並ぶ。胸鰭は長く、腹鰭を欠く。尾鰭は強く二叉する。小さな円鱗を持つ。
体色は銀色で、背側は青みがかる。腹川は銀色。黒い不規則な斑点があるが、死後に消失する。
同じ海域に生息するニシマナガツオPeprilus paru とは、背鰭・臀鰭が鎌型にならないことで区別できる。

## 生態
数十-数百匹の群れを作る。夏場は沿岸の20-30 m以浅に生息するが、冬場は200-230 mの深みに移動する。浅瀬の砂底に侵入して摂餌することもある。
成魚はクラゲ・イカ・ヤムシ・甲殻類・多毛類などを食べる。寿命は3年程度。

### 繁殖
メイン湾での研究では、繁殖は夏（主に6月）に沖合に移動して行われる。卵は直径0.7-0.8 mmで浮遊性、18°Cでは48時間で孵化する。稚魚は外敵から逃れるため、大型のクラゲに付いて生活する。

## 利用
1960年代から大規模な漁業が始まり、1973年の漁獲量は34300 tに達した。だがその後は減少を続け、2005年には432 tにまで落ち込んでいる。これは資源量の減少によるものと考えられている。